# Meliboeus punctatus
Meliboeus punctatus es una especie de escarabajo del género Meliboeus, familia Buprestidae. Fue descrita científicamente por Péringuey en 1908.